# پارک ملی ویلسون پرومونتری
پارک ملی ویلسون پرومونتری (به انگلیسی: Wilsons Promontory National Park) یک منطقهٔ مسکونی در استرالیا است که در ویکتوریا (استرالیا) واقع شده‌است.